# Alter jüdischer Friedhof (Offenbach am Glan)

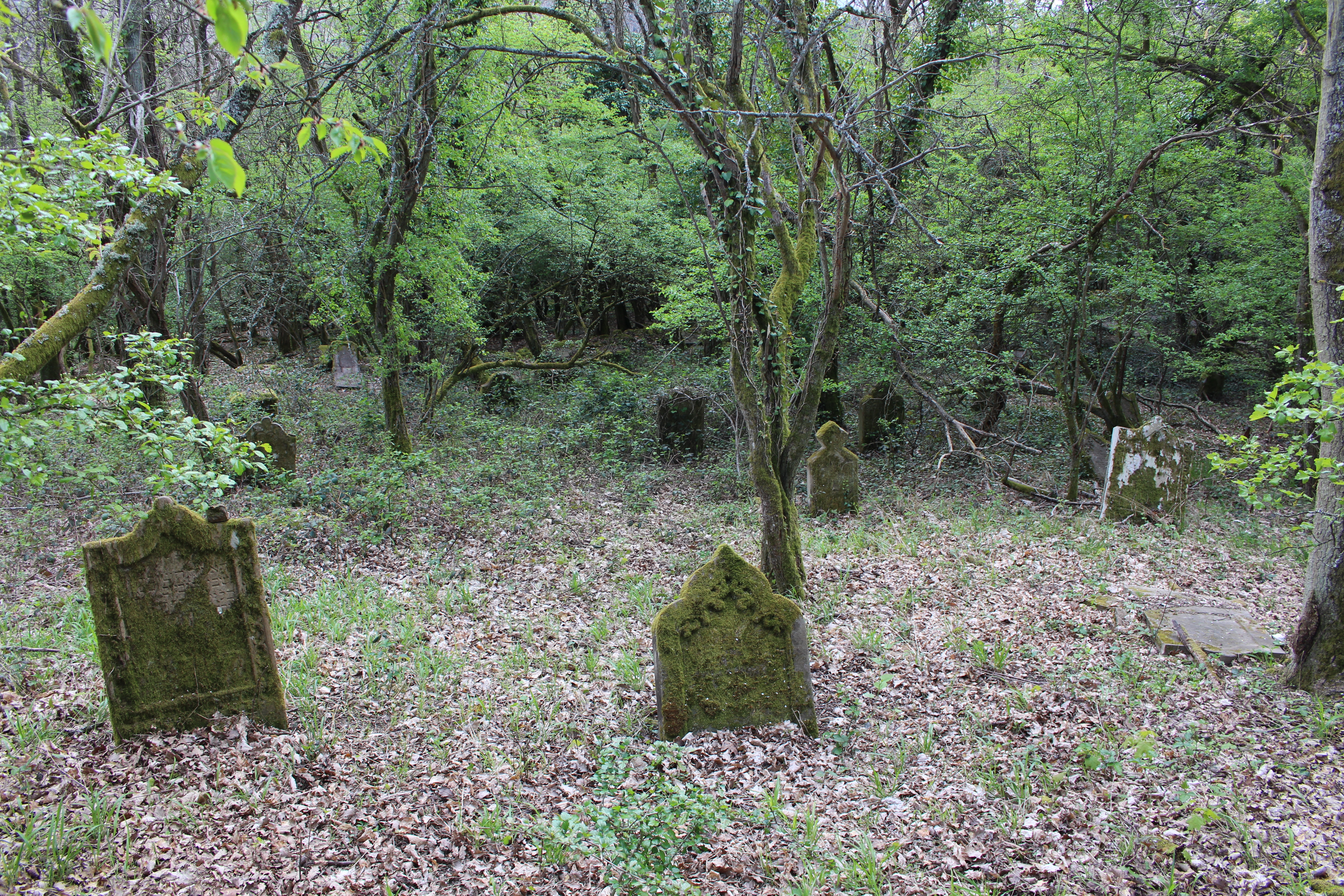
Alter jüdischer Friedhof

Der alte jüdische Friedhof Offenbach am Glan ist ein Friedhof in der Ortsgemeinde Offenbach-Hundheim im Landkreis Kusel in Rheinland-Pfalz. Er steht als Kulturdenkmal unter Denkmalschutz.
Der jüdische Friedhof liegt nordwestlich des Ortes im Distrikt Oberster Frimschenberg. Das teilweise sehr steile und schwer zugängliche Gelände liegt am Hang in einem Waldstück.
Auf dem 2355 m² großen Friedhof, der um 1739 angelegt und bis um das Jahr 1890 belegt wurde, befinden sich etwa 100 Grabsteinen (nach anderen Angaben sind es etwa 30 Fragmente) sowie Bruchstücke und Sockelfragmente. Der älteste datierbare Grabstein ist von 1755. Der Friedhof ist von einer insgesamt 210 Meter langen Mauer umgeben.
Über den Zustand des Friedhofs wird berichtet: Der Friedhof wird offenbar nicht gepflegt und der Natur überlassen. Die umgebende Mauer, ursprünglich aus Steinplatten lose aufgesetzt, ist an vielen Stellen zerfallen. An dem ehemaligen Eingangstor auf der Nordseite sind noch zwei Torpfosten aus Sandstein vorhanden. Die Grabsteine verteilen sich auf das teilweise sehr steile Gelände. Nur wenige Grabsteine stehen noch aufrecht, viele liegen flach auf der Erde. Der Verwitterungsprozess der Grabsteine aus Sandstein ist weit fortgeschritten. An mehreren Stellen sind deutlich Spuren von Grabungen zu erkennen.